# Паньчжоу
Паньчжо́у (кит. упр. 盘州, пиньинь Pánzhōu) — городской уезд городского округа Люпаньшуй провинции Гуйчжоу (КНР).

## История
Во времена империи Мин в 1415 году была создана Пуаньская область (普安州). Во времена империи Цин в 1809 году область была поднята в статусе и подчинена напрямую властям провинции, став Пуаньской непосредственно управляемой областью (普安直隶州). В 1811 году область была преобразована в комиссариат, по-прежнему подчинённый напрямую властям провинции — так появился Пуаньский непосредственно управляемый комиссариат (普安直隶厅). В 1909 году, чтобы избежать дублирования названия с находящимся неподалёку уездом Пуань, комиссариат был переименован из «Пуаньского» в «Паньчжоуский» (в честь реки Наньпаньцзян) — так появился Паньчжоуский непосредственно управляемый комиссариат (盘直隶州厅). После Синьхайской революции в Китае была проведена реформа структуры административного деления, в результате которой комиссариаты были упразднены, поэтому в 1913 году Паньчжоуский комиссариат был преобразован в уезд Паньсянь (盘县).
После вхождения этих мест в состав КНР в конце 1949 года был создан Специальный район Синжэнь (兴仁专区), и уезд вошёл в его состав. В 1952 году Специальный район Синжэнь был переименован в Специальный район Синъи (兴义专区). В 1956 году Специальный район Синъи был расформирован, и уезд перешёл в состав Специального района Аньшунь (安顺专区). В 1965 году Специальный район Синъи был воссоздан, и уезд вернулся в его состав.
В середине 1960-х годов в КНР началась программа массового развития внутренних районов страны, вошедшая в историю как «Третий фронт». В июне 1964 года ЦК КПК принял решение о развитии добычи угля в уездах Лючжи, Паньсянь и Шуйчэн. В 1966 году 10 коммун из состава уезда Паньсянь (盘县) и юньнаньского уезда Сюаньвэй были выделены в отдельный Особый район Паньсянь (盘县特区).
В 1970 году был создан Округ Люпаньшуй (六盘水地区), в состав которого перешёл, в частности, Особый район Паньсянь (к которому был присоединён уезд Паньсянь) из состава Округа Синъи (兴义地区).
В декабре 1978 года округ Люпаньшуй был преобразован в городской округ.
В феврале 1999 года Особый район Паньсянь был преобразован в уезд Паньсянь.
В апреле 2017 года был упразднён уезд Паньсянь, а вместо него был образован городской уезд Паньчжоу.

## Административное деление
Городской уезд делится на 6 уличных комитетов, 14 посёлков и 7 национальных волостей.

## Транспорт
На вокзале Паньчжоу соединяются две высокоскоростные железные дороги: Шанхай — Куньмин и Паньчжоу — Синъи.